# Lista botaniștilor după abrevierea de autor (M)
Aceasta este o listă incompletă de botaniști după abrevierile lor de autor, care sunt destinate citării denumirilor științifice sau a lucrărilor pe care le-au publicat. Această listă este întocmită după Authors of Plant Names⁠(en)[traduceți] de Brummitt & Powell (1992). Utilizarea acelei liste este recomandată prin Nota 1 Rec. 46A din International Code of Nomenclature for algae, fungi, and plants. Lista este actualizată online la The International Plant Names Index și Index Fungorum.
De notat că în unele cazuri abrevierea de autor constă dintr-un nume de familie complet, iar în alte cazuri numele este abreviat sau/și însoțit de una sau mai multe inițiale. Nu se pun spații între inițiale și nume (sau abrevierea sa).

#### Ordinea intrărilor
Lista de aici este menținută strict în ordinea alfabetică a abrevierilor; astfel "A.B.Jacks." apare la litera "A" și nu la "J", și este situat astfel ca și cum caracterele ar fi fost "ABJACKS". Capitalizarea este ignorată, la fel ca și toate caracterele non-alfabetice ca puncte și spații. Semenele diacritice de asemenea sunt ignorate, astfel încât, de exemplu, "ü" este tratat ca și cum ar fi "u".

#### Navigare
Din cauza lungimii sale, lista este despărțită în mai multe pagini separate. Toate secțiunile alfabetice pot fi accesate din cuprins.

## A–L
| Liste: | A | B | C | D | E F | G | H | I J | K L | M | N O | P | Q R | S | T U V | W X Y Z |

Pentru a găsi intrări ce încep cu A–L, folosiți cuprinsul de mai sus.

## M
| Liste: Sus | A | B | C | D | E F | G | H | I J | K L | M | N O | P | Q R | S | T U V | W X Y Z |

- Ma – Yu Chuan Ma (n. 1916)
- Maack – Richard Karlovich Maack (1825–1886)
- Maas – Paul Maas (n. 1939)
- Maas Geest. – Rudolph Arnold Maas Geesteranus (1911–2003)
- M.A.Baker – Marc A. Baker (n. 1952)
- Mabb. – David Mabberley (n. 1948)
- Mabry – Tom J. Mabry (n. 1932)
- MacDan. – Laurence Howland MacDaniels (1888–1986)
- Macfarl. – John Muirhead Macfarlane (1855–1943)
- Machado – Othon Xavier de Brito Machado (1896–1951)
- Mack. – Kenneth Kent Mackenzie (1877–1934)
- Macklot – Heinrich Christian Macklot (1799–1832)
- M.A.Clem. – Mark Alwin Clements (n. 1949)
- MacMill. – Conway MacMillan (1867–1929)
- Macoun – John Macoun (1831–1920)
- MacOwan – Peter MacOwan (1830–1909)
- M.A.Curtis – Moses Ashley Curtis (1808–1872)
- Madani – Leopold Madani (fl. 1993)
- Madenis – Claude Benoit Madenis (1798–1863)
- Madhus. – P. V. Madhusoodanam (n. 1950)
- M.A.Diniz – Maria Adélia Diniz (n. 1941)
- Madison – Michael T. Madison (n. 1948)
- M.A.Dix – Margaret A. Dix (fl. 2000)
- Mädler – Karl Mädler (1902–2003)[5]
- Madore – Lois Kay Madore (n. 1948)
- Madrigal – Xavier Madrigal-Sánchez (n. 1935)
- Madriñán – Santiago Madriñán (n. 1964)
- Madsen – Jens E. Madsen (fl. 1989)
- M.A.Fenton – Mildred Adams Fenton (1899–1995)
- M.A.Fisch. – Manfred A. Fischer (n. 1942)
- Mägd. – Karl Mägdefrau (1907–1999)
- Magill – Robert Earle Magill (n. 1947)
- Magnin – Antoine Magnin (1848–1926)
- Magnol – Pierre Magnol (1638–1715)
- Magnus – Paul Wilhelm Magnus (1844–1914)
- Maguire – Bassett Maguire (1904–1991)
- Mai – Dieter Hans Mai (1934–2013)
- Maiden – Joseph Maiden (1859–1925)
- Maille – Alphonse Maille (1813–1865)
- Maingay – Alexander Carroll Maingay (1836–1869)
- Maire – René Maire (1878–1949)
- Maitul. – Yulia Konstantinovna Maitulina (n. 1954)
- Makino – Tomitaro Makino (1862–1957)
- Malaisse – François Malaisse (n. 1934)
- Malbr. – Alexandre François Malbranche (1818–1888)
- M.Allemão – Manoel Allemão (d. 1863)
- Malm – Jacob von Malm (n. 1901)
- Malme – Gustaf Oskar Andersson Malme (1864–1937)
- Malmgren – Anders Johan Malmgren (1834–1897)
- Mandon – Gilbert (Gustav) Mandon (1799–1866)
- Manik. – U. Manikandan (fl. 2001)
- Manilal – Kattungal Subramaniam Manilal (n. 1938)
- M.A.N.Müll. – Michiel Adriaan Niklaas Müller (1948–1997)
- Mansf. – Rudolf Mansfeld (1901–1960)
- Manton – Irene Manton (1904–1988)
- Mappus – Marcus Mappus (1666–1736)
- Marais – Wessel Marais (n. 1929)
- Maranta – Bartolomeo Maranta (also as Bartholomaeus Marantha) (1500–1571)
- Marcgr. – Georg Marcgrave (Marcgraf, Markgraf) (1610–1644)
- Marchal – Élie Marchal (1839–1923)
- Marchand – Nestor Léon Marchand (1833–1911)
- Marchesi – Eduardo Marchesi (n. 1943)
- Marchoux – Émile Marchoux (1862–1943)
- Marcks – Brian Marcks (fl. 1974)
- Marg. – Hanna Bogna Margońska (n. 1968)
- Margulis – Lynn Margulis (1938–2011)
- Marion – Antoine Fortuné Marion (1846–1900)
- Markgr. – Friedrich Markgraf (1897–1987)
- Markgr.-Dann. – Ingeborg Markgraf-Dannenberg (1911–1996)
- Markham – Clements Robert Markham (1830–1916)
- Marloth – Hermann Wilhelm Rudolf Marloth (1855–1931)
- Marnock – Robert Marnock (1800–1889)
- Marquand – Ernest David Marquand (1848–1918)
- Marquis – Alexandre Louis Marquis (1777–1828)
- Marrero Rodr. – Águedo Marrero Rodriguez (fl. 1988)
- Marriott – Neil Marriott (es) (n. 1960)
- Marroq. – Jorge S. Marroquín (n. 1935)
- Marsh – Charles Dwight Marsh (1855–1932)
- Marshall – Humphry Marshall (1722–1801)
- Mart. – Carl Friedrich Philipp von Martius (1794–1868)
- Mart.-Azorín – Mario Martínez-Azorín (n. 1979)
- Mart.Crov. – Raul Martinez Crovetto (1921–1988)
- Martelli – Ugolino Martelli (1860–1934)
- Mårtensson – Olle Mårtensson (1915–1995)
- Mart.Flores – Fernando Martínez Flores (n. 1979)
- Martín Bol. – Manuel Martín Bolaños (1897–c.1970)
- Martín-Bravo – Santiago Martín-Bravo (n. 1980)
- Martinelli – Gustavo Martinelli (n. 1954)
- Martinet – Jean Baptiste Henri Martinet (n. 1840)
- Martínez – Maximino Martínez (1888–1964)
- Martini – Alessandro Martini (n. 1934)
- Martinoli – Giuseppe Martinoli (1911–1970)
- Martinov – Ivan Ivanovich Martynov (1771–1833?)
- Martinovský – Jan Otakar Martinovský (1903–1980)
- Martins – Charles Frédéric Martins (1806–1889)
- Mart.-Laborde – Juan Batista Martínez-Laborde (n. 1955)
- Mart.Mart. – M. Martínez Martínez (1907–1936)
- Mart.Parras – José María Martinez Parras (n. 1953)
- Martrin-Donos – Julien Victor de Martrin-Donos (1800–1870)
- Mart.Schmid – Martin Schmid (1969–2002)
- Martyn – Thomas M. Martyn (1736–1825)
- Masam. – Genkei Masamune (1899–1993)
- Massee – George Edward Massee (1845–1917)
- Masson – Francis Masson (1741–1805)
- Mast. – Maxwell Tylden Masters (1833–1907)
- Mateo – Gonzalo Mateo (n. 1953)
- Mathias – Mildred Esther Mathias (1906–1995)
- Mathieu – Charles Marie Joseph Mathieu (1791–1873)
- Matr. – Alphonse Louis Paul Matruchot (1863–1921)
- Matsum. – Jinzô Matsumura (1856–1928)
- Matt. – Heinrich Gottfried von Mattuschka (1734–1779)
- Mattei – Giovanni Ettore Mattei (1865–1943)
- Matteri – Celina Maria Matteri (1943–2004)
- Mattf. – Johannes Mattfeld (1895–1951)
- Matthäs – Ursula Matthäs (n. 1949)
- Matthei – Oscar R. Matthei (n. 1935)
- Matthew – George Frederick Matthew (1837–1923)
- Matthews – Henry John Matthews (1859–1909)
- Matthiesen – Franz Matthiesen (1878–1914)
- Mattick – Wilhelm Fritz Mattick (1901–1984)
- Mattioli – Pietro (Pier) Andrea Gregorio Mattioli (Matthiolus) (1501–1577)
- Mattir. – Oreste Mattirolo (1856–1947)
- Mattos – Joáo Rodrigues de Mattos (n. 1926)
- Mattox – Karl R. Mattox (n. 1936)
- Matuda – Eizi Matuda (1894–1978)
- Maund – Benjamin Maund (1790–1863)
- M.A.Wall – M. A. Wall (fl. 2007)
- Maxim. – Carl Maximowicz (1827–1891)
- Maxon – William Ralph Maxon (1877–1948)
- Maxwell – T.C.Maxwell (1822–1908)
- M.Backlund – Maria Backlund (fl. 2007)
- M.Bieb. – Friedrich August Marschall von Bieberstein (1768–1826)
- M.Blackw. – Meredith Blackwell (n. 1940)
- M.Broun – Maurice Broun (1906—1979)[6]
- M.B.Schwarz – Marie Beatrice Schol-Schwarz (1898–1969)
- M.B.Scott – Munro Briggs Scott (1887–1917)
- M.B.Viswan. – M. B. Viswanathan (fl. 2000)
- M.Caball. – Miguel Caballero Deloya (fl. 1969)
- McAll. – Hugh A. McAllister (fl. 1993)
- M.Catal. – Marcello Catalano (n. 1975)
- M.C.Chang – Mei Chen Chang (n. 1933)
- M.C.Ferguson – Margaret Clay Ferguson (1863–1951)
- McClell. – John McClelland (1805–1883)
- McClure – Floyd Alonzo McClure (1897–1970)
- McCord – David Ross McCord (1844–1930)
- McCormick – Robert McCormick (1800–1890)
- McCoy – Frederick McCoy (1817–1899)
- McDonald – William H. McDonald (1837–1902)
- M.C.E.Amaral – Maria do Carmo Estanislau do Amaral (fl. 1991)
- McGill. – Donald McGillivray (1935–2012)
- McGregor – Ronald Leighton McGregor (1919–2012)[7]
- M.Chandler - Marjorie Elizabeth Jane Chandler (1897-1983)
- McIlv. – Charles McIlvaine (1840–1909)
- M.C.Johnst. – Marshall Conring Johnston (n. 1930)
- McKinney – Harold Hall McKinney (1889–1976)[8]
- M.C.Martínez – María Cristina Martínez (n. 1974)
- McMillan – A.J.S. McMillan (fl. 1990)
- McNeill – John McNeill (n. 1933)
- McVaugh – Rogers McVaugh (1909–2009)
- M.D.Correa – Mireya D. Correa A. (n. 1940)
- M.D.Hend. – Mayda Doris Henderson (n. 1928)
- Medik. – Friedrich Kasimir Medikus (1736–1808)
- Medlicott – Henry Benedict Medlicott (1829–1905)
- Meehan – Thomas Meehan (1826–1901)
- Meenks – Jan L. D. Meenks (fl. 1985)
- Meerb. – Nicolaas Meerburgh (1734–1814)
- Meerow – Alan W. Meerow (n. 1952)
- Meier – Fred Campbell Meier (1893–1938)
- Meigen – Johann Wilhelm Meigen (1764–1845)
- Meijden – Ruud van der Meijden (1945–2007)
- Meijer – Willem Meijer (1923–2003)
- Meikle – Robert Desmond Meikle (n. 1923)
- Meinecke – Johann Ludwig Georg Meinecke (1721–1823)
- Meins – Claus Meins (1806–1873)
- Meinsh. – Karl Friedrich Meinshausen (1819–1899)
- Meisel – Max Meisel (1892–1969)
- Meisn. – Carl Daniel Friedrich Meissner (1800–1874)
- M.E.Jones – Marcus Eugene Jones (1852–1934)
- Melch. – Hans Melchior (1894–1984)
- Melikyan – Aleksander Pavlovich Melikyan (1935–2008)
- Melville – Ronald Melville (1903–1985)
- Melvin – Norman C. Melvin, III (fl. 1975)
- Mendel – Gregor Mendel (1822–1884)
- Mendonça – Francisco de Ascencão Mendonça (1889–1982)
- Mend.-Heuer – Ilse R. Mendoza-Heuer (n. 1919)
- Menezes – Carlos Azevedo de Menezes (1863–1928)
- Menge – Franz Anton Menge (1808–1880)
- Mennega – Alberta Maria Wilhelmina Mennega (n. 1912)
- Mentz – August Mentz (1867–1944)
- Menyh. – László Menyhárth (1849–1897)
- Menzel – Paul Julius Menzel (1864–1927)
- Menzies – Archibald Menzies (1754–1842)
- Mérat – François Victor Mérat de Vaumartoise (1780–1851)
- Mereschk. – Konstantin Mereshkovski (1855–1921)
- Merr. – Elmer Drew Merrill (1876–1956)
- Merriam – Clinton Hart Merriam (1855–1942)
- Mert. – Franz Carl Mertens (1764–1831)
- Merxm. – Hermann Merxmüller (1920–1988)
- Mesnil – Félix Étienne Pierre Mesnil (1868–1938)
- Mett. – Georg Heinrich Mettenius (1823–1866)
- Metzg. – Johann Metzger (1771–1844)
- Mey.-Berth. – Brigitte Meyer-Berthaud (fl. 2001)
- Meyen – Franz Julius Ferdinand Meyen (1804–1840)
- Mez – Carl Christian Mez (1866–1944)
- M.F.Bourdon – M. F. Bourdon (fl. 2004)
- M.F.Fay – Michael Francis Fay (n. 1960)
- M.Fleisch. – Max Fleischer (1861–1930)
- M.G.Brooks – Maurice Graham Brooks (1900–1993)
- M.G.Calder – Mary Gordon Calder (c. 1906–1992)
- M.G.Henry – Mary Gibson Henry (1884–1967)
- M.Gómez – Manuel Gómez de la Maya y Jiménez (1867–1916)
- M.Hiroe – Minosuke Hiroe (1914–2000)
- M.Hopkins – Milton Hopkins (1906–1983)
- M.Hotta – Mitsuru Hotta (n. 1937)
- M.Howe – Marshall Avery Howe (1867–1936)
- Micevski – Kiril Micevski (1926–2002)
- Michaelis – Peter Michaelis (1900–1975)
- Micheli – Marc Micheli (1844–1902)
- Michelis – Friedrich Bernhard (Bernard) Ferdinand Michelis (1815–1886)
- Mich.Möller – Michael Möller (fl. 2009)
- Michon – Jean-Hippolyte Michon (1806–1881)
- Michx. – André Michaux (1746–1803)
- Middend. – Alexander von Middendorff (1815–1894)
- Middled. – Harry Middleditch (n. 1927)
- Miers – John Miers (1789–1879)
- Mig. – Emil Friedrich August Walter (Walther) Migula (1863–1938)
- Migo – Hisao Migo (born in 1900)
- Mik – Josef (Joseph) Mik (1839–1900)
- Mikl.-Maclay – Nikolaj Nikolajewitsch Miklouho-Maclay (1846–1888)
- Mildbr. – Johannes Mildbraed (1879–1954)
- Milde – Carl August Julius Milde (1824–1871)
- Mill. – Philip Miller (1691–1771)
- Millais – John Guille Millais (1865–1931)
- Millardet – Pierre-Marie-Alexis Millardet (1838–1902)
- Millsp. – Charles Frederick Millspaugh (1854–1923)
- Milne – Colin Milne (1743–1815)
- Milne-Edw. – Alphonse Milne-Edwards (1835–1900)
- Milne-Redh. – Edgar Wolston Bertram Handsley Milne-Redhead (1906–1996)
- Miq. – Friedrich Anton Wilhelm Miquel (1811–1871)
- Miranda – Faustino Miranda⁠(es)[traduceți] (1905–1964)
- Mirb. – Charles-François Brisseau de Mirbel (1776–1854)
- Mirzoeva – Nina Vasilevna Mirzoeva (born in 1908)
- Mitch. – John Mitchell (1711–1768)
- Mitford – Algernon Bertram Freeman-Mitford, 1st Baron Redesdale (1837–1916)
- Mitt. – William Mitten (1819–1906)
- Miyake – Kiichi Miyake (1876–1964)
- Mizg. – Olga F. Mizgireva (n. 1908)
- Mizut. – Masami Mizutani (n. 1930)
- M.Jacobs – Marius Jacobs (nl) (1929–1983)
- M.J.Reed – Merton J. Reed (fl. 1939)
- M.J.Roe - Sister Margaret James Roe (fl. 1961)
- M.J.Wingf. – Michael John Wingfield (n. 1954)
- M.J.Wynne – Michael James Wynne (n. 1940)
- M.Kato – Masahiro Kato (n. 1946)
- M.Knowles – Matilda Cullen Knowles (1864–1933)
- M.Kuhlm. – Moysés Kuhlmann (1906–1972)
- M.Lange – Knud Morten Lange (1919–2003) (son of Jakob Emanuel Lange)
- M.L.Bowerman – Mary Leolin Bowerman (1908–2005)
- M.L.Green – Mary Letitia Green (1886–1978)
- M.Martens – Martin Martens (1797–1863)
- M.M.Mart.Ort. – María Montserrat Martínez Ortega (n. 1969)
- M.Nee – Michael Nee (n. 1947)
- M.N.Tamura – Minoru N. Tamura (fl. 1993)
- Moc. – José Mariano Mociño (1757–1820)
- M.O.Dillon – Michael O. Dillon (n. 1947)
- Moench – Conrad Moench (1744–1805)
- Moestrup – Øjvind Moestrup (n. 1941)
- Mogensen – Gert Steen Mogensen (n. 1944)
- Moggr. – John Traherne Moggridge (1842–1874)
- Mohl – Hugo von Mohl (1805–1872)
- Mohlenbr. – Robert H. Mohlenbrock (n. 1931)
- Möhring – Paul Heinrich Gerhard Möhring (1710–1792)
- Molau – Ulf Molau (n. 1949)
- Moldenh. – Johann Jacob Paul Moldenhawer (1766–1827)
- Moldenke – Harold Norman Moldenke (n. 1909)
- Molina – Juan Ignacio Molina (1737–1829)
- Molyneux – William Mitchell Molyneux (n. 1935)
- Mönk. – Wilhelm Mönkemeyer (1862–1938)
- Monnard – Jean Pierre Monnard (n. 1791)
- Mont. – Jean Pierre François Camille Montagne (1784–1866)
- Montin – Lars Jonasson Montin (1723–1785)
- Montgom. – Frederick Howard Montgomery (1902– 1978)
- Montrouz. – Jean Xavier Hyacinthe Montrouzier (1820–1897)
- Moon – Alexander Moon (d. 1825)
- Moore – David Moore (1808–1879)
- Moq. – Christian Horace Bénédict Alfred Moquin-Tandon (1804–1863)
- Moran – Reid Venable Moran (1916–2010)
- Morat – Philippe Morat (n. 1937)
- More – Alexander Goodman More (1830–1895)
- Moretti – Giuseppe L. Moretti (1782–1853)
- Morgan – Andrew Price Morgan (1836–1907)
- Moric. – Stefano Moricand (1789–1853) (also known as Moïse Étienne Moricand[9][10][11])
- Morillo – Gilberto N. Morillo (n. 1944)
- Moris – Giuseppe Giacinto Moris (1796–1869)
- Morison – Robert Morison (1620–1683)
- Moritzi – Alexander Moritzi (1806 or 1807–1850)
- Morong – Thomas Morong (1827–1894)
- Morrison – Alexander Morrison (1849–1913)
- Morrone – Osvaldo Morrone (1957–2011)
- Morton – Julius Sterling Morton (1832–1902)
- Moss – Charles Edward Moss (1870–1930)
- Mottet – Séraphin Joseph Mottet (1861–1930)
- Motyka – Józef Motyka (1900–1984)
- Moug. – Jean-Baptiste Mougeot (1776–1858)
- Mouill. – Pierre Mouillefert (1845– 1903)
- Mouterde – Paul Mouterde (1892–1972)
- M.Peck – Morton Eaton Peck (1871–1959)
- M.Prins – Marie Prins (n. 1948)
- M.Proctor – Michael Charles Faraday Proctor (n. 1929)
- M.R.Davis – M. R. Davis (fl. 1969)
- M.R.Hend. – Murray Ross Henderson (1899–1982)
- M.Roem. – Max Joseph Roemer (1791–1849)
- M.R.Schomb. – Moritz Richard Schomburgk (1811–1891)
- M.S.Baker – Milo Samuel Baker (1868–1961)
- M.S.Balakr. – Madura S. Balakrishnan (1917–1990)
- M.Schultze – Maximilian Johann Siegmund Schultze (1825–1874)
- M.Serna – Marcela Serna (fl. 2009)
- M.Serres – Pierre Marcel Toussaint de Serres de Mesplès (1783–1862)
- M.Simmonds – Monique S.J. Simmonds (fl. 2003)
- M.Sousa – Mario Sousa (n. 1940)
- M.S.Young – Mary Sophie Young (1872–1919)
- M.T.Lange – Morten Thomsen Lange (1824–1875)
- M.T.Martin – Margaret Trevena Martin (n. 1905)
- M.T.Strong – Mark Tuthill Strong (n. 1954)
- Mudd – William Mudd (1830–1879)
- Muehlenbeck – Heinrich Gustav Muehlenbeck (1798–1845)
- Muehlenpf. – Philipp August Friedrich Mühlenpfordt (1803–1891)
- Muhl. – Gotthilf Heinrich Ernst Muhlenberg (1753–1815)
- Müll.Arg. – Johannes Müller Argoviensis (1828–1896)
- Müll.Hal. – Johann Karl (Carl) August (Friedrich Wilhelm) Müller (1818–1899)
- Müll.-Thurg. – Hermann Müller (1850–1927)
- Münchh. – Otto von Münchhausen (1716–1774)
- Mund – Johannes Ludwig Leopold Mund (1791–1831)
- Munn – Mancel Thornton Munn (1887–1956)
- Muñoz – Carlos Muñoz Pizarro (1913–1976)
- Munz – Philip Alexander Munz (1892–1974)
- Murb. – Svante Samuel Murbeck (1859–1946)
- Murch. – Roderick Impey Murchison (1792–1871)
- Murdock – Andrew G. Murdock (fl. 2008)
- Murr – Josef Murr (1864–1932)
- Murray – Johan Andreas Murray (1740–1791)
- Muschl. – Reinhold Conrad Muschler (1882–1957)
- Mutis – José Celestino Bruno Mutis (1732–1808)
- M.Vahl – Martin Vahl II (1869–1946) (not to be confused with Vahl – Martin Vahl (1749–1804))
- M.Walcott – Mary Morris Vaux Walcott (1860–1940)
- M.Wallis – M. Wallis (fl. 1866)
- M.Williams – Margot Williams (fl. 1984)
- M.W.Chase – Mark Wayne Chase (n. 1951)

## N–Z
| Liste: Sus | A | B | C | D | E F | G | H | I J | K L | M | N O | P | Q R | S | T U V | W X Y Z |

Pentru a găsi intrări ce încep cu N–Z, folosiți cuprinsul de mai sus.